# 山本飼山
山本 飼山（やまもと しざん、1890年（明治23年）7月23日 - 1913年（大正2年）11月5日）は、思想家、社会運動家。本名は山本 一蔵。

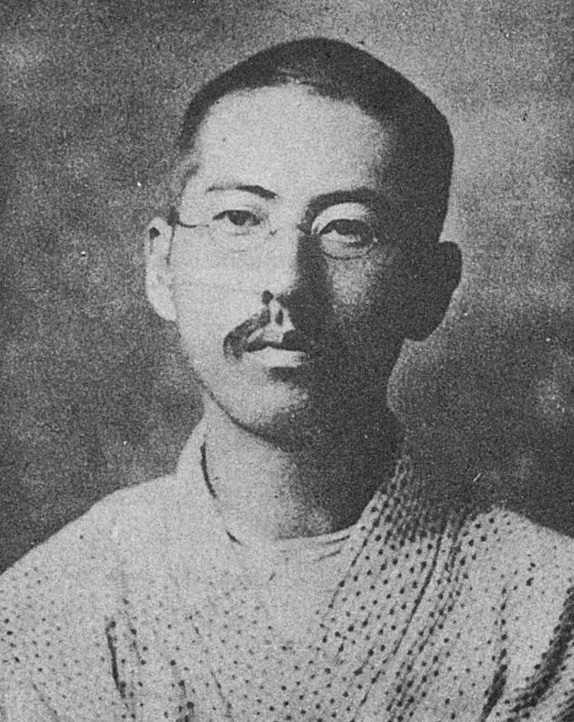
山本飼山

## 生涯
1890年（明治23年）、東京に生まれる。8歳の時自由民権運動の壮士であった父を失い、母とともに長野県松本市にある亡父の生家に寄寓。その後、飼山の母は彼が12歳の時に、彼を残して再嫁している。
小学校時代より無教会派キリスト教の感化を受け、旧制長野県松本中学に在学中、キリスト教的社会主義に共鳴し、とりわけ木下尚江の思想に関心を示した。15歳の頃、日露戦争の際に、非戦論の演説をし、停学処分を受けている。その後、早稲田大学文学部に入り、石川三四郎・渡辺政太郎を介して、大杉栄・荒畑寒村・幸徳秋水らの知遇を得、『近代思想』に評論を寄せるようになる。その一方で、クロポトキンの『相互扶助論』の翻訳にも着手している。これは未完成のまま終わっている。
その思想は、無教会派キリスト教より始まり、以後、社会主義・無政府主義・老荘思想・絶対他力本願思想と足早な遍歴を経ている。一方で、明治天皇の病気には深い衝撃を受け、日記によると
と記されている。
1913年（大正2年）、早稲田大学を優等で卒業したが、危険思想の持ち主として職につけず、同年11月5日早朝、大久保で貨物列車に投身自殺した。
その早過ぎる死は同世代の青年に深い衝撃を与え、翌大正3年、友人たちの手で『飼山遺稿』が上梓された。
木々高太郎は小説『笛吹』の中で、彼を登場させ、その思想の一部を紹介している。